# Maria Zambaco
Maria Zambaco, född 29 april 1843 i London, död 14 juli 1919 i Paris, var en grekisk-brittisk konstnär. 
Hon var skulptör och konstnärsmodell för prerafaeliterna. Hon hade en relation med Edward Burne-Jones som målade av henne i The Beguiling of Merlin.